# East Epi
Die East-Epi-Gruppe (dt. Ost-Epi-Gruppe) ist eine submarine Vulkangruppierung 7 km östlich der Insel Épi im südpazifischen Staat Vanuatu.

## Geologie
Die Vulkangruppe besteht aus drei Kegeln: Epi A, Epi B und Epi C. Die drei Vulkankegel sind allesamt basaltische und dazitische Stratovulkane und liegen unter Wasser entlang einer Caldera.
Die Aktivität (VEI) von East Epi liegt derzeit bei 1, also bei normal/ruhend.
In den Jahren 1920 und 1956 führten Eruptionen des Vulkans zur Bildung von temporären, aber vergänglichen Inseln. Im Jahr 2001 lag der dichteste Abstand zur Wasseroberfläche bei ca. 34 m (Epi B).

## Eruptionen
Zuletzt sorgte ein Ausbruch des Epi B am 31. Januar 2023 ca. 7:30 Uhr Zulu-Zeit für Aufmerksamkeit, weil der Vulkan sehr unerwartet eruptierte. Erst im Nachhinein wurde festgestellt, dass verschiedene seismische Aktivitäten der anderen Vulkane von Vanuatu mit der Eruption in Verbindung gebracht werden könnten, was zum Teil durch das stark verbundene Vulkansystem von Vanuatu, aber auch die große Nähe zu Nachbarvulkanen, wahrscheinlich ist. Bilder zeigen eine aus dem Wasser aufsteigende Asche-Dampfwolke einer surtseyanischen Eruption, die ca. 100 m in die Atmosphäre reichte. Infolgedessen wurde vom WAAC Wellington um 18:30 Ortszeit eine VONA-Warnung und von Fidschi eine Tsunami-Warnung ausgesprochen.
Es folgt eine Liste der Eruptionen für den Zeitraum ab 1900.
| Datum                                       | Vulkankegel             | VEI-Stärke | Todesopfer | Auswirkungen         |
| ------------------------------------------- | ----------------------- | ---------- | ---------- | -------------------- |
| 31.01. – 23.02.2023                         | Epi B                   | 1          | 0          | Tsunami dokumentiert |
| 24.02. – 26.02.2004                         | Epi B                   | 2          | 0          | -                    |
| 16.03.2002* ±15 Tage                        | *(Hist.dokum.)          | 1*         | 0          | -                    |
| 1999*                                       | *(Hist.dokum.)          | 1*         | 0          | -                    |
| 16.11.1988* ±15 Tage                        | *                       | 0*         | 0          | -                    |
| 1997 ±5 Jahre                               | Epi B                   | 0*         | 0          | -                    |
| 16.08.1974                                  | *                       | 0          | 0          | -                    |
| 5.05. ±4 Tage – 26.10.1973 ±5 Tage          | *                       | 0          | 0          | -                    |
| 15.05. ±5 Tage – 25.06.1972 ±5 Tage         | *                       | 0          | 0          | -                    |
| 28.10. – 15.11.1971                         | *                       | 0          | 0          | -                    |
| 16.07.1960* ±15 Tage                        | Mehrere Krater/Kegel    | 1*         | 0          | -                    |
| 16.09.1958* ±15 Tage – 16.11.1958* ±15 Tage | Epi B*                  | 2*         | 0          | -                    |
| 16.11. – 23.02.1953*                        | *                       | 1          | 0          | -                    |
| 12.02. – 19.02.1953                         | Epi B und andere Krater | 3          | 0          | -                    |
| 22.02.1920* ±15 Tage                        | Epi B                   | 1*         | 0          | -                    |
| 09.08.1901                                  | Epi B                   | 2          | 1-50*      | Tsunami dokumentiert |

* unbekannt/geschätzt